# Bletterans
Bletterans ist eine französische Gemeinde mit 1530 Einwohnern (Stand 1. Januar 2022) im Département Jura in der Region Bourgogne-Franche-Comté; sie gehört zum Arrondissement Lons-le-Saunier und zum Kanton Bletterans.
Der Ort liegt im Herzen der historischen Bresse und grenzt an Cosges, Nance, Villevieux, Fontainebrux, Saillenard und Frangy-en-Bresse. Seit dem Mittelalter gehörte er zu Freigrafschaft Burgund. Am 1. oder 2. Juli 1519 zerstörte ein Großbrand die Ortschaft. Im Dreißigjährigen Krieg wurde die Ortschaft im Jahr 1637 nach längerer Belagerung von französischen Truppen unter dem Herzog von Orléans-Longueville eingenommen. 1674 fiel sie erneut, diesmal kampflos in französische Hände und kam mit der gesamten Freigrafschaft Burgund im Frieden von Nijmegen 1678/1679 zu Frankreich.

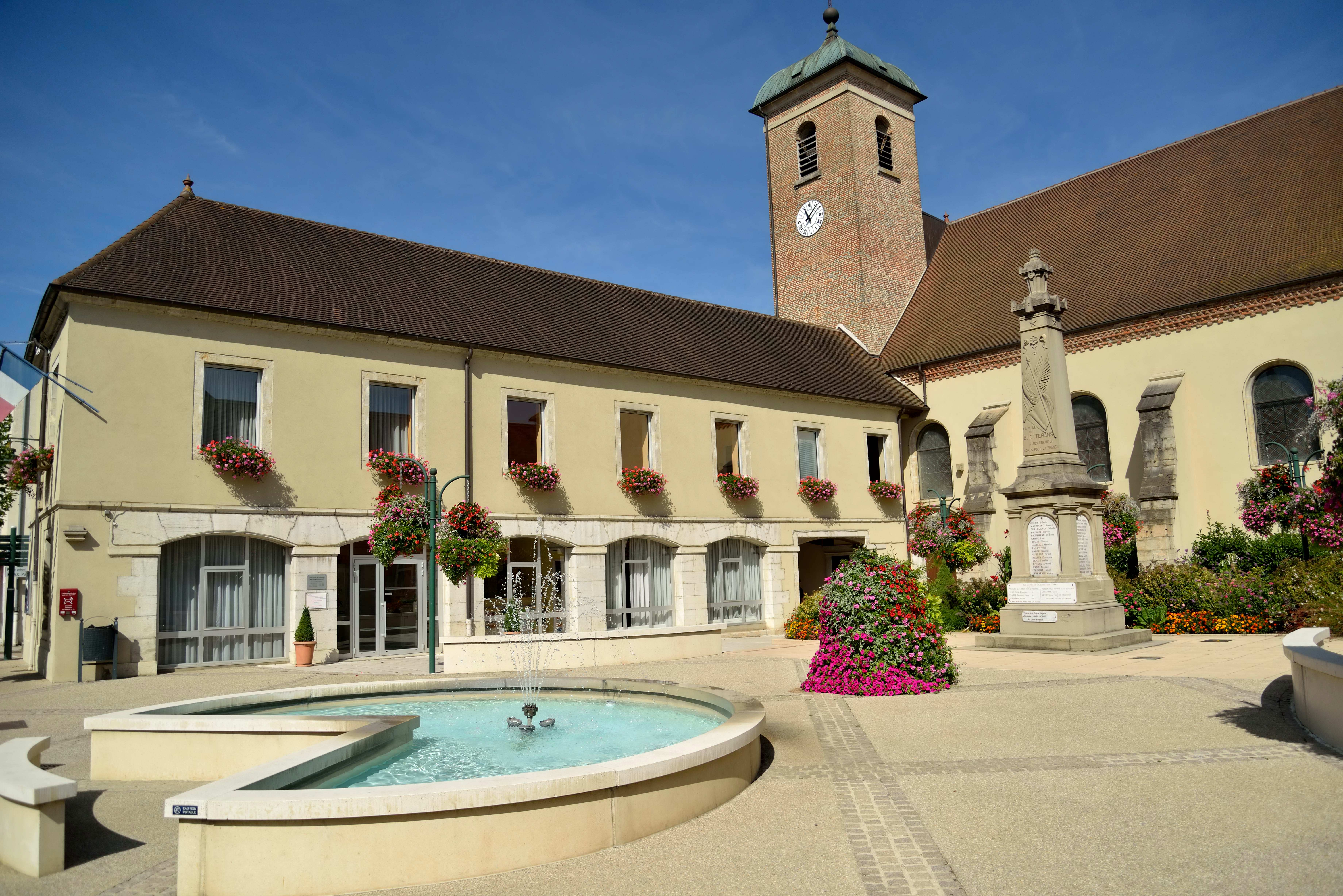
Mairie und Kirche Conversion-de-Saint-Paul

## Bevölkerungsentwicklung
| Jahr                       | 1962 | 1968 | 1975 | 1982 | 1990 | 1999 | 2010 | 2017 |
| -------------------------- | ---- | ---- | ---- | ---- | ---- | ---- | ---- | ---- |
| Einwohner                  | 1034 | 1085 | 1165 | 1350 | 1423 | 1359 | 1394 | 1446 |
| Quellen: Cassini und INSEE |      |      |      |      |      |      |      |      |